# Satya Nadella
Satya Nadella (telugu: సత్య నాదత్యసనా)  (Hyderabad, 19 d'agost de 1967) és un directiu d'empresa, enginyer de programari i actual director general de Microsoft. Fou nomenat director general (CEO) el 4 de febrer de 2014, succeint Steve Ballmer. Abans d'aquest càrrec, era vicepresident executiu del grup de Núvol i Empreses de Microsoft, on era el responsable de crear i mantenir les plataformes informàtiques, les eines de desenvolupament i els serveis al núvol de l'empresa.

## Inicis
Va néixer a Hyderabad (Índia), en una família telugu originària del districte d'Anantapur d'Andhra Pradesh. El seu pare és un alt funcionari. Va estudiar Enginyeria Electrònica i de Telecomunicacions al Manipal Institute of Technology el 1987, a Manipal, estat de Karnataka.
Als Estats Units, va fer un màster en Informàtica a la Universitat de Wisconsin-Milwaukee el 1990 i un MBA a la Booth School of Business de la Universitat de Chicago.

## Carrera professional
Va treballar de tècnic a Sun Microsystems, fins que es va incorporar a Microsoft el 1992.

### Microsoft
A Microsoft Nadella va dirigir projectes importants, incloent la incursió en la informàtica al núvol i el desenvolupament d'una de les infraestructures de núvol més grans del món.
Va ser vicepresident sènior de recerca i desenvolupament a la Divisió de Serveis Online, i vicepresident de la Divisió d'Empreses de Microsoft. Més endavant, va arribar a president del negoci de Servidors i Eines, amb una facturació de 19.000 milions de dòlars, on va dirigir la transformació de la cultura de Microsoft des de serveis de client a infraestructura i serveis al núvol. Se'l considera el responsable d'haver portat la base de dades de Microsoft, els servidors i les eines de desenvolupament al núvol d'Azure. Els ingressos per serveis al núvol van créixer a 20.300 milions de dòlars el juny de 2013 des dels 16.600 quan ho va agafar el 2011.
El seu sou base de 2013, abans de ser director general, era de gairebé 700.000 dòlars, arribant als 7,6 milions de dòlars comptant els bonus en accions.
El 4 de febrer de 2014, es va anunciar que Nadella seria el nou director general de Microsoft, el tercer de la història de l'empresa.

## Vida privada
El 1992, Nadella es va casar amb Anupama, la filla d'un company de promoció del seu pare. Tenen un fill i dues filles, i viuen a Bellevue, Washington.
Li agrada llegir poesia americana i índia, i és aficionat al cricket; de petit havia jugat a l'equip de la seva escola. Diu que va aprendre lideratge i treball en equip amb el cricket.